# La Flûte enchantée (film, 2006)
Pour les articles homonymes, voir La Flûte enchantée (homonymie).
Pour plus de détails, voir Fiche technique et Distribution.
La Flûte enchantée (The Magic Flute) est un film franco-britannique réalisé par Kenneth Branagh et sorti en 2006. Il s'agit d'une adaptation cinématographique de l'opéra du même nom de Wolfgang Amadeus Mozart transposée durant la Première Guerre mondiale.

## Synopsis
La Reine de la nuit demande au prince Tamino de retrouver sa fille Pamina, qui a été enlevée par un prêtre nommé Sarastro. Le prince part avec Papageno, un oiseleur. Lorsqu'ils retrouvent la princesse, ils découvrent que la situation n'est pas aussi tranchée que le disait la reine. Sarastro accepte l'union de Tamino et Pamina à condition qu'ils réussissent chacun leur parcours initiatique.

## Fiche technique
Sauf indication contraire, les informations mentionnées dans cette section peuvent être confirmées par la base de données cinématographiques IMDb,  présente dans la section « Liens externes ».
- Titre français : La Flûte enchantée
- Titre original : The Magic Flute
- Réalisation : Kenneth Branagh
- Scénario : Stephen Fry, d'après l'opéra La Flûte enchantée de Mozart, sur un livret d'Emanuel Schikaneder
- Décors : Celia Bobak
- Musique : Wolfgang Amadeus Mozart, interprétée par l'Orchestre de chambre d'Europe dirigé par James Conlon
- Photographie : Roger Lanser
- Production : Pierre-Olivier Bardet, Steve Clark-Hall, Simon Moseley
- Sociétés de production : Idéale Audience et Peter Moores Foundation
- Distribution : Les Films du losange (France), Revolver Entertainment (Royaume-Uni)
- Pays d'origine :  France,  Royaume-Uni
- Format : couleur
- Langues originales : anglais, français
- Genre : drame, film musical, romance
- Durée : 135 minutes
- Dates de sortie : 
  - France : 13 décembre 2006
  - Royaume-Uni : 30 novembre 2007

## Distribution
- Joseph Kaiser : Tamino
- Amy Carson : Pamina
- René Pape : Sarastro
- Lyubov Petrova : Reine de la nuit
- Derrick O'Connor : un spectateur
- Benjamin Jay Davis : Papageno
- Silvia Moi : Papagena
- Liz Smith : Papagena vielle
- Tom Randle : Monostatos
- Francisco Bosch : un danseur

## Autour du film
- L'opéra est chanté en anglais.
- La distribution est composée de "chanteurs sachant jouer, plutôt que d'acteurs sachant chanter".[réf. souhaitée]
- Le film a coûté 23 millions d'euros[1].